# El Pequeño Ninja 2
El Pequeño Ninja 2 (danés: Ternet Ninja 2) es una película de animación danesa de 2021 dirigida por Anders Matthesen y Thorbjørn Christoffersen. La película es una secuela de El Pequeño Ninja de 2018, que está basada en el libro infantil de Matthesen Ternet ninja.
La película se estrenó en Dinamarca el 19 de agosto de 2021.
Una tercera película, El Pequeño Ninja 3 (Ternet Ninja 3) se anunció en 2023 con Anders Matthesen y Thorbjørn Christoffersen regresando como directores y Trine Heidegaard y Anders Mastrup regresando como productores. Está previsto que la película se estrene en Dinamarca el 21 de agosto de 2025.

## Sinopsis
Ninja a rayas regresa – en una nueva envoltura. El cínico fabricante de juguetes Phillip Eberfrø se libra de su castigo, y los niños inocentes están en peligro. La búsqueda de venganza y justicia se reanuda junto al joven de 13 años Aske. Ambos son acompañados por Sirene y el padrastro de Aske, Jørn, que se lanza por completo con su más reciente invento: una aplicación de descomposición. El siempre hambriento Sune también está presente – y, por supuesto, el (imprescindible) tío de Aske, Stewart, quien siempre alegra a la familia.

## Reparto

### Voces originales en danés
- Anders Matthesen – Ninja a rayas, Stewart Stardust y todos los demás personajes
- Louis Næss-Schmidt – Aske
- Emma Sehested Höeg – Jessica Eberfrø

## Recepción
El Pequeño Ninja 2 vendió 246,684 entradas en su fin de semana de estreno (incluidas las entradas para el preestreno) en tan solo cuatro días. Con esto, la película tuvo el mejor fin de semana de estreno en Dinamarca de la historia. La película también estableció un récord como la película más vendida en un día, vendiendo 68,000 entradas de cine el sábado del fin de semana de estreno, dos días después de ser lanzada.
La película recibió críticas positivas en su estreno. Filmmagasinet Eko y BT le dieron ambas cinco de seis estrellas.